# Babworth
Babworth est un village du district de Bassetlaw dans le Nottinghamshire, en Angleterre.

## Démographie
En 2011 sa population était de 1 687 habitants.

## Histoire
Avant 1066 (la conquête normande), Babworth (Babvrde) est connue pour avoir appartenu en grande partie au comte Tosti et faisait partie du manoir du roi de Bodmeschell.
Après la conquête normande, Roger de Busli en rachète la totalité des terres et les livre « en tenure féodale » à Goisfrid. Dans le Domesday Book de 1086, il est certifié contenir un carucate (en) et demi ; un bois de pâturage de deux quarents de long et un de large, qui avant la Conquête avait été évalué à 40 shillings, mais qui a ensuite été évalué à 10 shillings.

## Babworth Rovers
Babworth a un club de football junior appelé Babworth Rovers FC.